# めふん
めふんは、オスの鮭の中骨に沿って付いている血腸（腎臓）を使って作る塩辛である。名称の語源はアイヌ語の「腎臓」を意味する「メフル」から採られたとされ、漢字では「女奮」という字が当てられている。
北海道の地方料理であり、料理店などでは珍味として扱われている。スーパーマーケットや土産物店では、100g程度の瓶詰めとして流通している。また、川を遡上中の「ぶなざけ」と呼ばれる鮭の腎臓が材料として良いとされる。
色は黒く、食感にとろみがあり、主に酒肴として珍重されているほか、ストレスを快復させる栄養素であるビタミンB12や鉄分が豊富に含まれているため、健康食品としても注目されている。